# Mausolée de Hafez

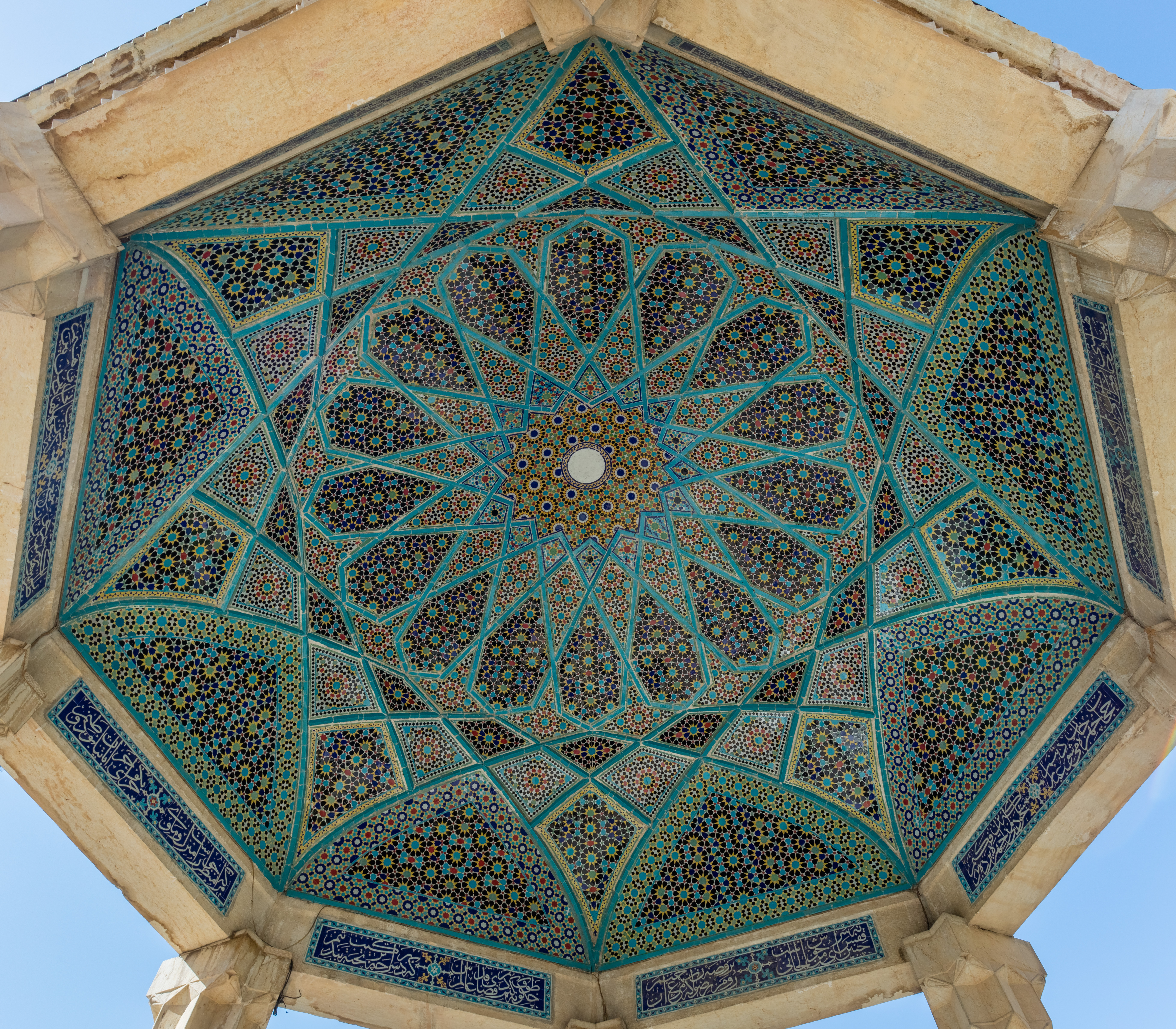
Sous la coupole

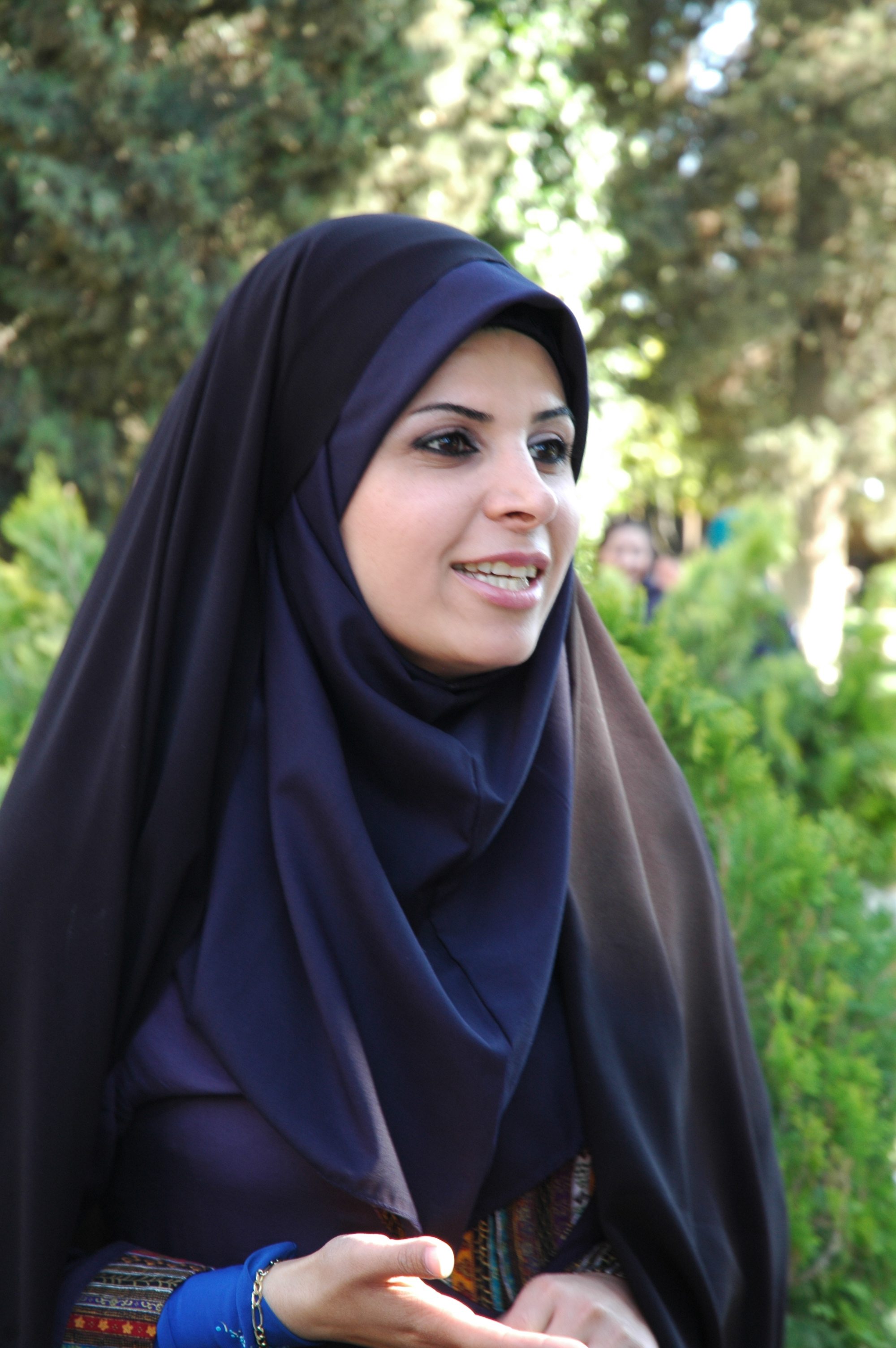
Femme au mausolée de Hafez

Le mausolée de Hafez et son mémorial (Hāfezieh), sont deux structures commémoratives érigées au nord de Chiraz, en Iran, à la mémoire du célèbre poète persan Hafez.
Le pavillon abritant la tombe en marbre de Hafez est situé dans les jardins Musalla sur les rives d'une rivière saisonnière, au sud de la porte du Coran. Les monuments actuels, construits en 1935 et conçus par l'architecte et archéologue français André Godard, sont à l'emplacement d'anciennes structures, la plus connue desquelles date de 1773. 
Actuellement, le complexe Hafeziyeh comprend la tombe de Hafez, des orangers, deux grandes étangs piscine, les murs de la cour nord (où quelque lyrique de poèmes du Divan de Hafez sont écrits sur des carreaux et du marbre), la bibliothèque, le réservoir d'eau et les tombes de certains grands iraniens. Ce mausolée est situé près de la porte du Coran. Hafezieh est le site historique et culturel le plus populaire d'Iran.
La tombe, ses jardins, et les mémoriaux environnants dédiés à d'autres grandes personnalités sont des attractions majeures du tourisme à Chiraz.

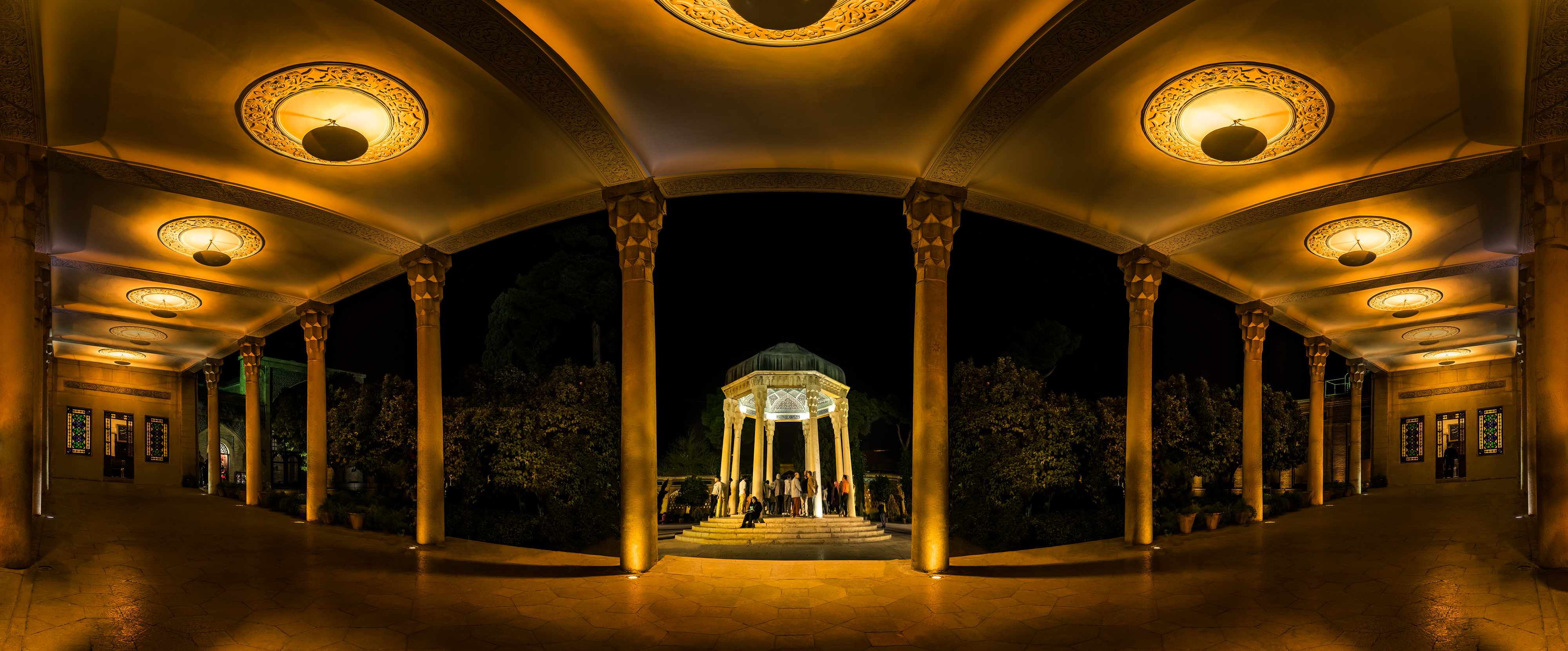
Le mausolée de Hafez. Mars 2018.